# Afrodita de Cnido
La Afrodita de Cnido, Afrodita Cnidea o Venus de Cnido fue una de las esculturas más célebres del autor griego Praxíteles y una de sus primeras obras, realizada en Atenas en torno al año 360 a. C. La estatua representaba a Afrodita, la diosa griega del amor (principalmente en su acepción del amor erótico), la belleza y la fertilidad femeninas, disponiéndose a realizar el baño ritual de las Eleusiadas o tras haberlo efectuado. 
La escultura estaba destinada a ser ubicada en un templo de la ciudad helénica de Cnido en Caria, Anatolia. Se la llamó Knidia o Cnidia porque fueron los habitantes de esta ciudad quienes adquirieron la estatua, después de que los ciudadanos de Cos la rechazaran y compraran a Praxíteles una versión de la diosa vestida de forma «más púdica y severa».
La Afrodita de Cnido, para la cual se piensa que sirvió de modelo la hetera Friné, fue representada desnuda en una actitud personalmente íntima, un elemento de erotismo buscado y conseguido. Constituye la primera representación conocida del desnudo femenino completo en la escultura griega, y la primera de carácter monumental de la escultura clásica. Estableció un canon en las proporciones del desnudo femenino, que inspiró a muchas obras posteriormente. Al igual que otras estatuas clásicas, estaba policromada con un gran realismo.
La escultura de Praxíteles se hizo célebre rápidamente y fue muy venerada, e incluso Plinio el Viejo relata que un joven se «enamoró» de la misma. El rey Nicomedes de Cos trató de comprarla a la ciudad de Cnido a cambio de pagar la deuda de la ciudad, a lo cual se negaron sus habitantes. La obra original se destruyó durante un incendio ocurrido durante la rebelión de Niká en Constantinopla. A pesar de ello, se conservan numerosas copias y variantes de época romana que permiten imaginar el aspecto del modelo originario.

## Historia
La escultura de la Afrodita de Cnido es mencionada en numerosas fuentes literarias, entre ellas la de Plinio el Viejo:

«Hemos mencionado en [el arte de] la estatuaria la época de Praxíteles, quien se superó en la gloria del mármol. Sus obras se encuentran en Atenas, en Cerámico, pero por encima de todas las obras, no solamente de Praxíteles sino de toda la tierra, está la Venus; muchos han viajado a Cnido para contemplarla.»
Plinio el Viejo, Naturalis historia, XXXVI, 4.20

Según el relato de Plinio, Praxíteles esculpió una estatua desnuda y otra vestida de Afrodita. La ciudad de Cos compró la segunda pues consideraron que la versión sin ropas era indecente y no representaba a su ciudad, mientras que la ciudad de Cnido adquirió la escultura desnuda. La imagen se instaló en un templo dedicado a la diosa, y la escultura se hizo célebre rápidamente gracias a su belleza, lo cual hizo que su culto ganara muchos adeptos. Representaba a la deidad desnuda, interrumpida mientras estaba tomando un baño. La ciudad de Cnido dio la bienvenida a la escultura y la tenía en muy alta estima. Plinio afirma que la estatua dio renombre a Cnido, hecho que parece confirmarse por la emisión en la época de monedas en las que se representaba. En su obra relata este hecho de la siguiente manera:

«Praxíteles de hecho hizo dos estatuas que puso a la venta al mismo tiempo. Una de ellas estaba cubierta, y como lo estaba fue la elegida por la gente de Cos, quienes tenían preferencia en la elección de las esculturas (las cuales se ofrecían al mismo precio). Pensaron que era la decisión correcta. Sin embargo, la estatua que rechazaron fue escogida por la población de Cnido, y fue esta escultura la que se hizo célebre. Más tarde el rey Nicomedes [de Cos] trató de comprársela a los cnidios, prometiéndoles liberarlos de su enorme deuda estatal. Pero los cnidios se mantuvieron firmes en su decisión sobre la estatua y de forma acertada, ya que fue el trabajo de Praxíteles el que hizo famosa a Cnido.»
Naturalis historia, XXXVI.4.20-I

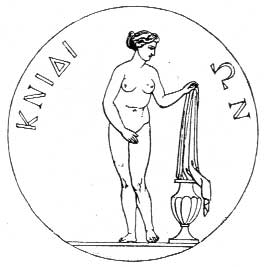
Grabado que representa una moneda de Cnido mostrando a la Afrodita de Cnido de Praxíteles.

Una de las leyendas antiguas sobre el origen de la escultura afirmaba que Praxíteles supuestamente habría utilizado a la cortesana Friné como modelo, después de tomar el baño en el mar durante las Eleusiadas, aunque otros autores antiguos sostienen que la modelo habría sido otra hetera amante de Praxíteles, Crátina. A partir de esta hipótesis, algunos expertos exponen que Praxíteles se habría inspirado en el rosto de Crátina y en el cuerpo de Friné, aunque parece más probable que Crátina sea simplemente una transcripción errónea del nombre Friné. Esta leyenda se recoge en la obra de Alcifrón Diálogos de las cortesanas:

«...no temas; has creado una obra de arte muy bella, como nadie, de hecho, ha visto nunca antes entre todas las cosas creadas por la mano del hombre: has instalado una estatua de tu propia amante en el recinto sagrado...Y no me envidies este honor. Porque es a Praxíteles a quien la gente alaba cuando me observan a mí...»
Alcifrón, Diálogos de las cortesanas: Friné a Praxíteles

La obra llegó a ser tan conocida y copiada que en una anécdota humorística se relataba como la misma Afrodita llegó a Cnido para verla. En un epigrama lírico de Antípatro de Sidón la propia diosa enuncia una pregunta hipotética:

«Paris, Adonis y Anquises me vieron desnuda, esto es todo lo que sé, pero ¿cómo lo consiguió Praxíteles?»
Antípatro, Antología griega, XVI.168.

Un epigrama similar se atribuye a Platón:

«Cuando Cipria vio a Cipria en Cnido, dijo ella: "¡Ay!", "¿dónde me vio Praxíteles desnuda?"»
Platón, Epigrama XVII

A principios del siglo V pasó a formar parte de la colección de obras de arte paganas de Lauso, quien la instaló en su palacio de Constantinopla, ciudad a la que la había hecho transportar el emperador Teodosio. El incendio durante la Niká en 475 destruyó el palacio y también el original de Praxíteles.

## Descripción

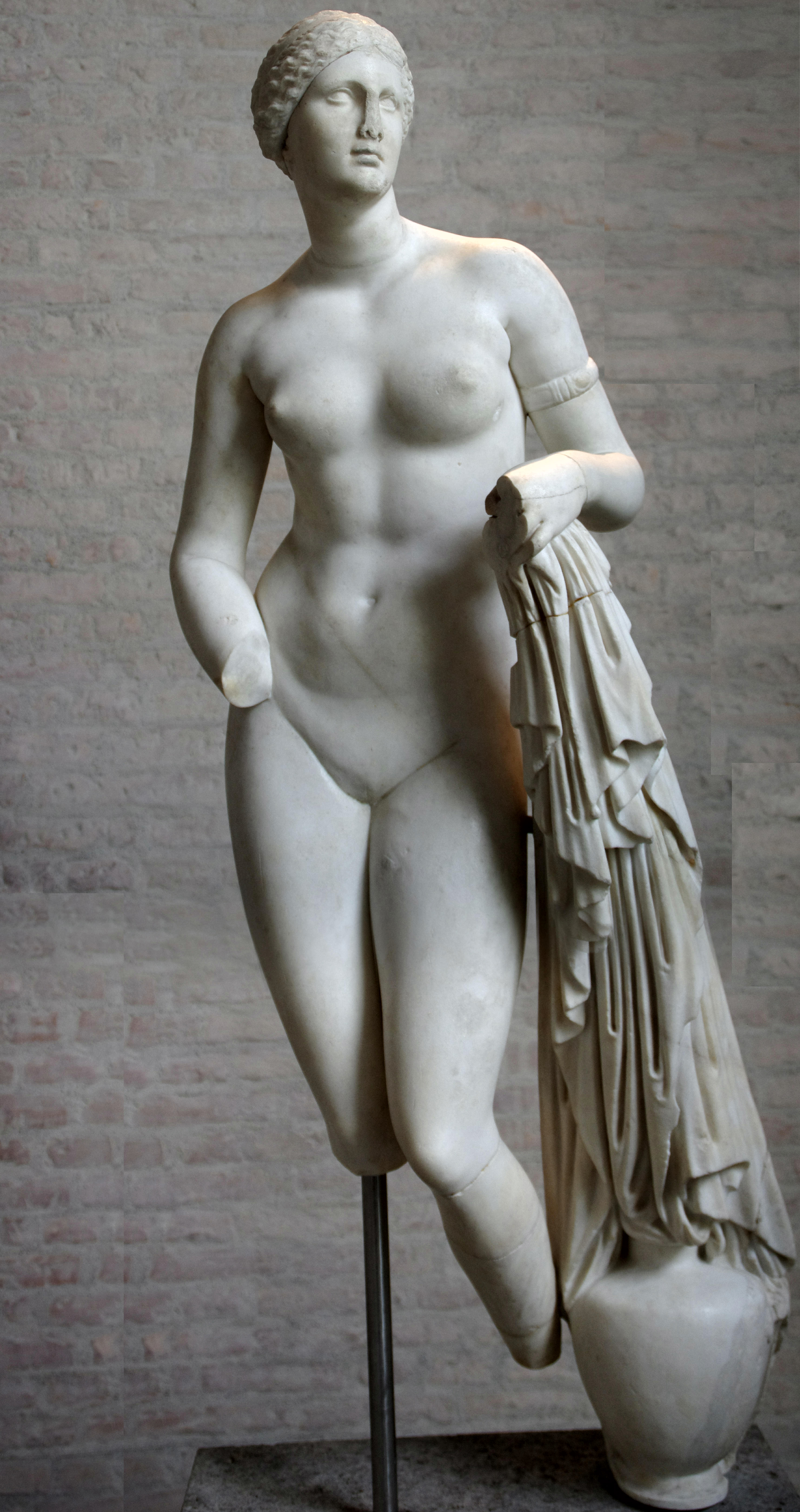
Afrodita Braschi, copia romana,. Gliptoteca de Múnich.

En el diálogo Amores, tradicionalmente atribuido por error a Luciano de Samósata, se describe la escultura de la Afrodita de Cnidos de la siguiente forma:

«Cuando agotamos los encantos de estos lugares entramos en el templo. En el centro del mismo se ubica la diosa, una hermosa estatua realizada en mármol de Paros con sus labios ligeramente separados por una sonrisa altiva. Sin ropa que la cubra, toda su belleza se descubre y expone, excepto en la medida en que ella usa discretamente una mano para ocultar sus partes privadas. La destreza del escultor ha sido tan acertada que parece que el mármol ha perdido su dureza para moldear la gracia de sus extremidades.»
Pseudo-Luciano, Amores, 13-14

La escultura original solo puede describirse a rasgos generales, debido a que las numerosas copias muestran formas distintas del cuerpo, postura y accesorios. En todas ellas se representa a Afrodita preparándose para el baño ritual que restauraría su pureza (que no su virginidad), despojándose de sus ropajes con una mano, mientras se cubre pudorosamente el pubis con la otra (aidôs), en un gesto de instintivo aunque despreocupado pudor, como si la diosa hubiese sido sorprendida en tal pose por un extraño. Deja caer casi lánguidamente sus vestiduras sobre una hidria situada a su lado. Según Christine Mitchell Havelock, su desnudez significaría el renacimiento divino del mar, el gesto púdico no indicaría vergüenza sino que simbolizaría su fertilidad; la hidria no representaría el baño sino la juventud eterna a través del ritual de limpieza y renovación, y el ropaje no sería un símbolo de su desnudez sino que conectaría compositivamente la vasija de agua y la figura. Los ropajes y el ánfora cumplen la función de soporte estructural, pese a que la impresión sugerida es la opuesta, de manera que así el cuerpo puede «rotar» levemente hacia adelante y hacia la izquierda.
El gesto de la mano retoma la postura convencional desde las primeras esculturas de Afrodita de la Creta del siglo VII a. C. cercanas a la imagen de Astarté, y debía ser vista «como un gesto que orienta la mirada y designa la fuente de su supremacía». En la obra de Praxíteles, que estableció un canon en las proporciones del desnudo femenino, los hombros son más estrechos y están ligeramente inclinados hacia adelante, el pecho es menudo, las rodillas están más unidas, las caderas son más anchas y las piernas son más esbeltas que en representaciones anteriores de la diosa. La carne está tratada con sensualidad. El torso se inclina con la posición del contrapposto, una innovación artística del arte griego que retrata de una forma realista una postura humana normal, con la cabeza probablemente girada hacia la izquierda. Aunque Luciano de Samósata dijo que «tenía una leve sonrisa que mostraba ligeramente sus dientes», la mayoría de las copias posteriores no mantuvieron este gesto.  

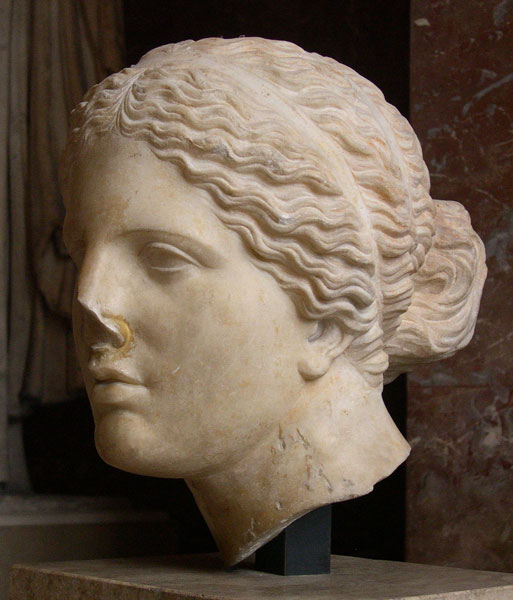
Cabeza de Afrodita, núm. 421, Museo del Louvre.

La disposición de la figura en una actitud íntima recibía el nombre de replegamiento intimista y se utilizó principalmente en la Antigüedad, tanto por Praxíteles como por Escopas, para representar a divinidades y personajes míticos en poses particularmente despreocupadas. La seducción se acentúa mediante la tersura obtenida por el fino labrado del mármol, realzada por las formas curvilíneas y suaves del cuerpo femenino, formando un perfil sinuoso en forma de «S». El historiador Alain Pasquier afirmó sobre la obra que «lejos de toda inquietud, tranquila, ella se siente segura de su invulnerabilidad como de su gran poder: la desnudez que hace frágiles a los mortales aumenta sin embargo la fuerza de la diosa del amor; un poder incrementado por la purificación del baño».
En la mayoría de las copias conservadas, el rostro destaca por su óvalo alargado y totalmente regular. La frente está definida por un triángulo, los arcos superciliares forman un semicírculo muy regular hacia la nariz, la mirada es afectuosa, las mejillas son redondeadas, la boca es pequeña y sensual y los labios son carnosos. En algunas versiones, el cabello carece de adornos y está dividido en el centro de la cabeza, cayendo en largos mechones ondulados hasta la nuca, donde se juntan en un moño. El gesto es una mezcla sutil de equilibrio clásico y rasgos novedosos.
En su obra Imágenes (VI), Luciano centra sus comentarios en la cabeza de la diosa. Imaginando a la mujer ideal, construida con las partes más hermosas de otras estatuas, es la cabeza de la Afrodita de Cnido la que usaría, manteniendo el área de alrededor del cabello y la frente, la línea de las cejas, así como los ojos «que observan tan límpiamente y al mismo tiempo con tanta claridad y sabiduría». Incluso la edad de esta mujer ideal, dice el poeta, debería ser la misma que la de la estatua de Praxíteles.

## Ubicación

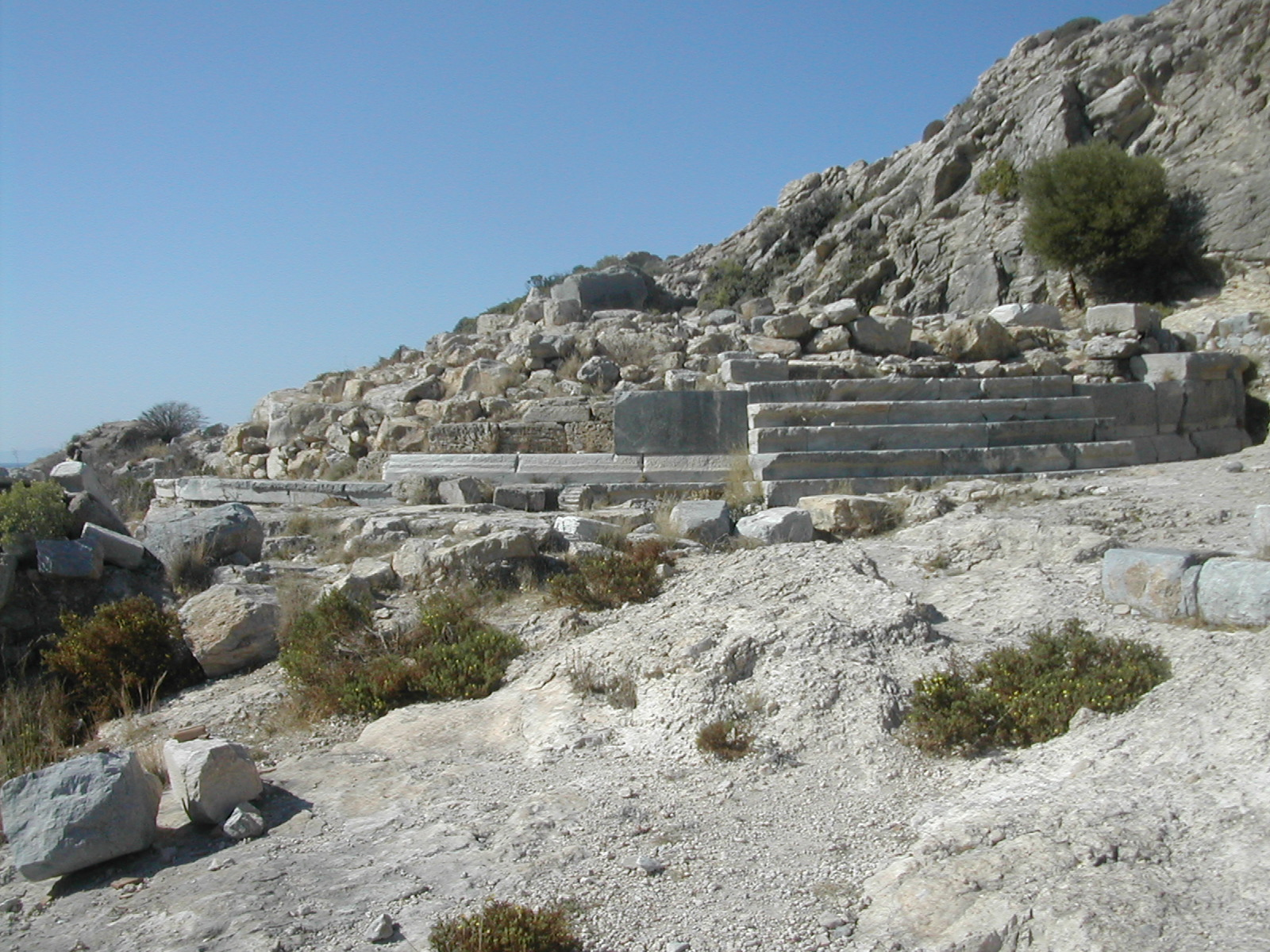
Cimientos del templo de Afrodita en Cnido.

La escultura de la Afrodita de Cnido se instaló en un santuario dedicado a la diosa, en el centro de un tolos o templete monóptero, o quizás en el naos de un pequeño templo de Cnido dedicado a Afrodita Euplea (o Euploia, es decir, «de la feliz navegación»), protectora de los marineros. La forma circular tenía una segunda puerta que permitía observarla tanto de frente como de espaldas. Pausanias relata que el santuario original de Afrodita conmemoraba una victoria naval ateniense contra los espartanos en 394 a. C. en Cnido:

«Porque los cnidios tienen a Afrodita en una gran estima, y tienen santuarios de la diosa...el más reciente es el de Afrodita llamada Cnidia por los hombres en general, pero Euploia (Viaje Feliz) por los propios cnidios»
Pausanias, Descripción de Grecia, I.1.3

En el diálogo Amores, Luciano ofrece una descripción completa del témenos o santuario dedicado a la diosa:

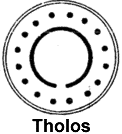
Esquema de un tolos. El templo de Afrodita de Cnido dispondría de una segunda puerta en la parte posterior.

«El suelo del patio no ha sido condenado a la esterilidad por un pavimento de piedra, sino que por el contrario estalla de fertilidad, como corresponde a Afrodita: árboles frutales de verde follaje alcanzan alturas prodigiosas, con sus ramas entrelazando una alta bóveda. El mirto, amado por la diosa, corona con sus ramas cargadas de bayas [una altura] no inferior al resto de árboles que tan elegantemente se extienden. Nunca se conoció que el follaje envejeciera, sus ramas siempre permanecen gruesas y con hojas. A decir verdad, se pueden observar algunos árboles estériles entre ellos, pero tienen una belleza similar a su fruto. Esos son los cipreses y los plátanos que se elevan hacia los cielos, así como el árbol de Dafnis, quien una vez huyó de Afrodita pero que regresó en busca de refugio. Las hiedras se enredan amorosamente alrededor de cada uno de estos árboles. Pesados racimos de uvas cuelgan de las retorcidas vides: ciertamente, Afrodita solo es más atractiva cuando se une a Baco; sus placeres son más dulces al unirse. Separados, tienen menor jovialidad. Bajo la acogedora sombra de las ramas, confortables lechos esperan a los celebrantes. Realmente, los sabios del pueblo frecuentan rara vez estos corredores verdes, pero la muchedumbre se arremolina aquí en los días festivos, para dar paso públicamente al deleite del amor.»
Pseudo-Luciano, Amores

En cuanto al propio templo y la ubicación de la estatua, el narrador los describe de la siguiente manera:

«El templo tiene una puerta a cada lado para beneficio de aquellos que desean tener una buena vista de la diosa desde detrás, de forma que ninguna parte de ella quede sin admirar. Por lo tanto, es sencillo entrar por la otra puerta e inspeccionar la belleza de su parte trasera. Así que decidimos ver a todas las diosas y dimos la vuelta a la parte trasera del recinto. Entonces, cuando la mujer responsable de guardar las llaves abrió la puerta, nos colmamos de un inmediato asombro por la belleza que contemplamos.»
Pseudo-Luciano, Amores, 13-14.

## Popularidad

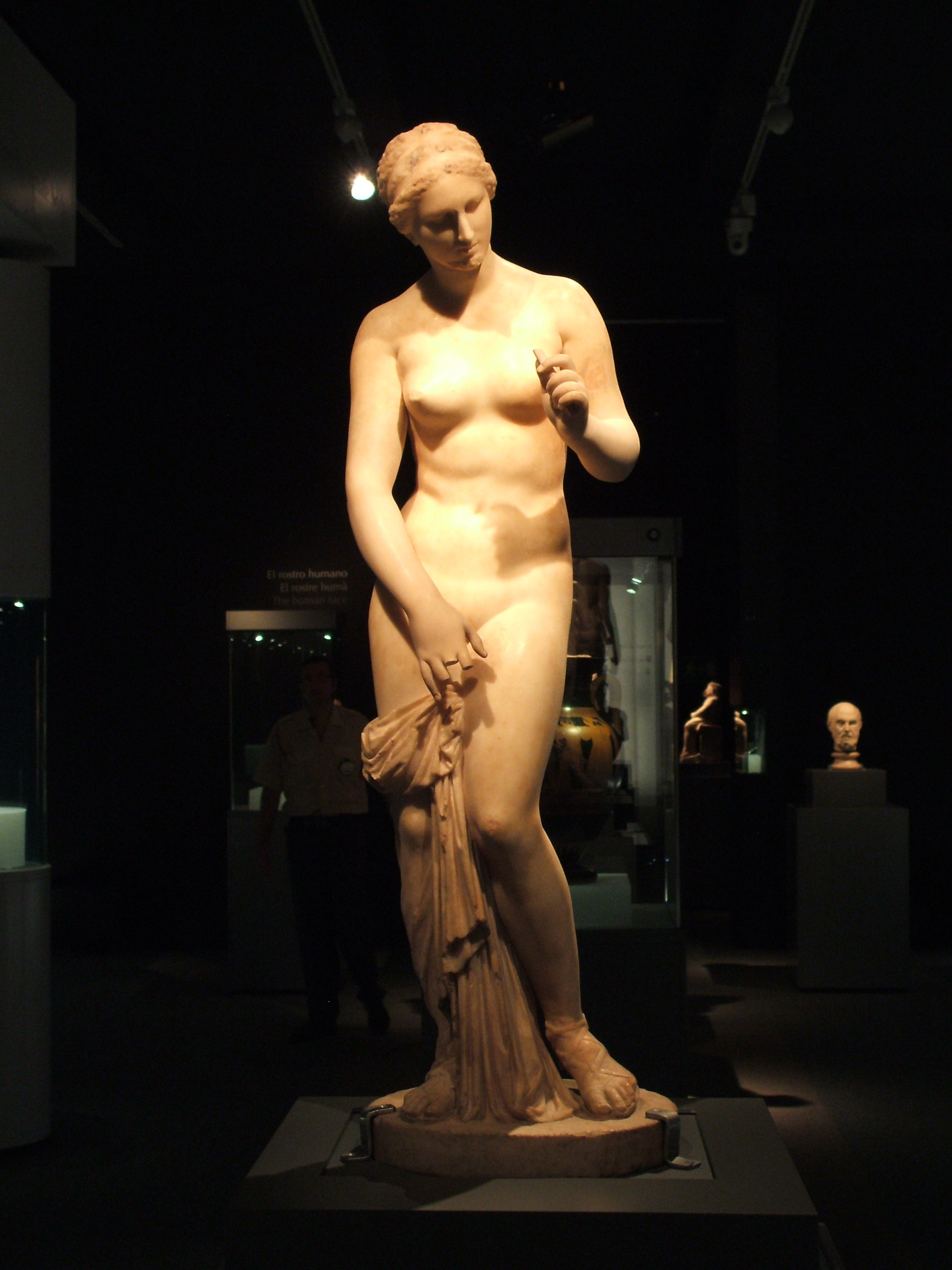
Copia romana de la Afrodita de Cnido llamada Venus Townley procedente de Ostia, Italia. Actualmente se conserva en el Museo Británico.

La Afrodita de Cnido se convirtió en una atracción turística a pesar de ser una imagen de culto y la patrona de los cnidios. Era admirada por la población de todas las islas griegas. Nicomedes I de Bitinia se ofreció a pagar las enormes deudas de la ciudad de Cnido a cambio de ella, pero los habitantes rechazaron su oferta. La escultura estaría probablemente policromada, utilizando según Plinio la «técnica del circumlitio, en el cual los efectos de la sombra y de la luz estaban particularmente trabajados». Debía ser tan real que suscitaba numerosas leyendas sobre el poder que ejercía en la pasión de los hombres. Una de ellas narra la historia de un joven que entró en el templo de noche y trató de copular con la estatua, dejando una mancha en ella.
Anteriormente a esta época no era común que las estatuas femeninas se representasen desnudas, sencillamente porque la desnudez era una distinción heroica asignada únicamente a los hombres. El desnudo heroico estaba al servicio del punto de vista del hombre y su objetivo era el deleite visual del espectador, que era eminentemente masculino. En la escultura griega, el desnudo femenino apareció unos tres siglos después de su equivalente masculino, el kuros. Hasta entonces, las kore o jóvenes mujeres se representaban vestidas. La Afrodita de Cnido estableció un precedente para las proporciones del desnudo femenino y sirvió como ejemplo para numerosas copias posteriores.
Al esculpir su obra, algunos estudiosos como Nigel Spivey argumentan que Praxíteles podría haber creado una iconografía para ser vista por una audiencia exclusivamente masculina, así como para evocar una respuesta sexual masculina al ser contemplada, alentada por el personal del templo. Además, Spivey describe que el culto que se rendía a esta estatua se atribuía tanto a hombres heterosexuales como homosexuales. Así, los ciudadanos de Cnido frecuentarían el templo de la diosa para tener una visión íntima de la estatua. Spivey añade en su informe la conjetura de que la estatua era hermafrodita, aunque este argumento quedaría invalidado si se piensa que la obra era la representación de la mujer de la época.

## Copias

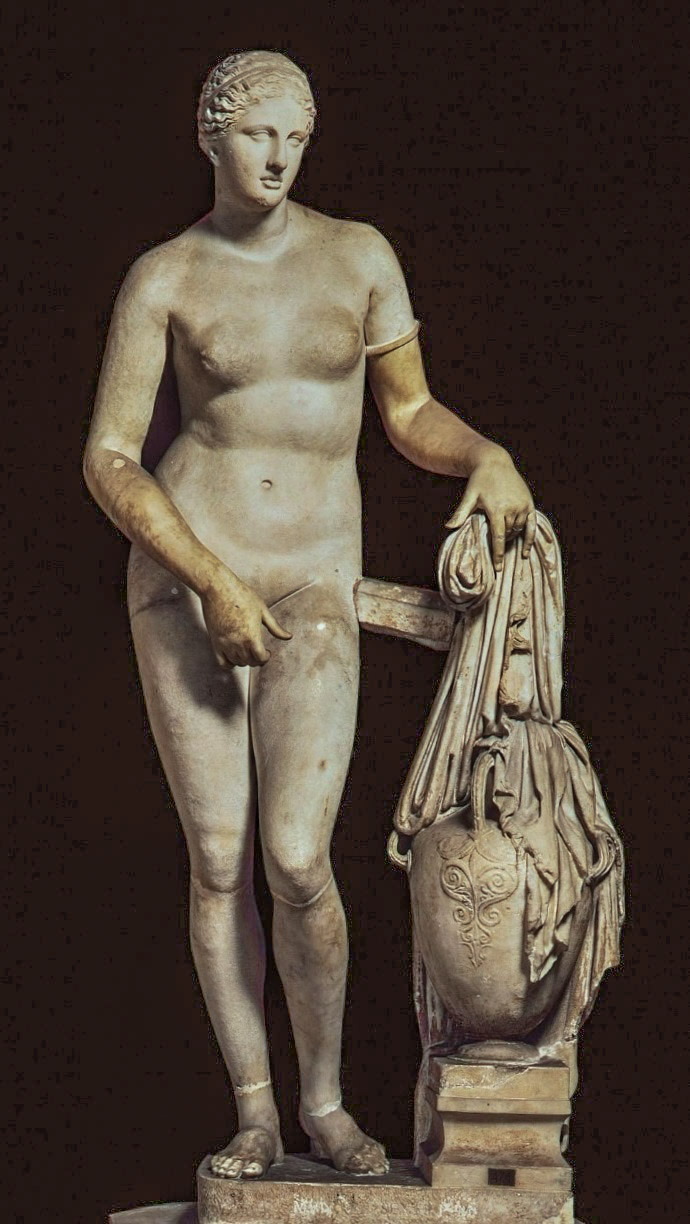
La Venus Colonna, Museo Pío-Clementino (Museos Vaticanos).

La Afrodita de Cnido ha sido una de las esculturas más reproducidas de la Antigüedad, por lo que una idea general de la estatua puede deducirse por las descripciones y réplicas que han sobrevivido. Se conocen unas 200 representaciones de la figura, entre copias más o menos fragmentadas, estatuillas de mármol, bronce, plata, vidrio y terracota; monedas y relieves, todas ellas reproducciones de la estatua mejor documentada de la obra de Praxíteles. Se reagrupan generalmente en dos grandes familias: el tipo «inquieto», donde la diosa, sorprendida, trata de esconderse, y el tipo «sereno», con un gesto confiado y con aplomo, donde parece más bien que muestra su sexo en vez de ocultarlo. Del primer tipo las mejores copias son la Afrodita Braschi y la Venus de Belvedere. Se considera que la Venus Colonna, una copia romana conservada en los Museos Vaticanos, es la mejor del segundo tipo y, aunque no igualaría la refinada belleza del original, sería la que más se le acercaría. En el siglo IV a. C. las imágenes de las diosas se volvieron más humanizadas, aunque no mostraban sus debilidades. La Venus de Belvedere es una representación helenística de la figura, más terrenal, erotizada y profana. Sin embargo otros expertos, que basan sus argumentos en las representaciones de la estatua en las monedas de Cnido, consideran que la Venus del Belvedere y otras de este tipo serían las que más se acercarían al original de Praxíteles.
En 1969, la arqueóloga Iris Love pensó que había encontrado los únicos restos que habrían perdurado de la estatua original, y que actualmente están almacenados en el Museo Británico. La opinión que prevalece hoy en día entre los arqueólogos es que el fragmento en cuestión no es de la Afrodita de Cnido sino de otra estatua.
La siguiente lista señala las principales copias:

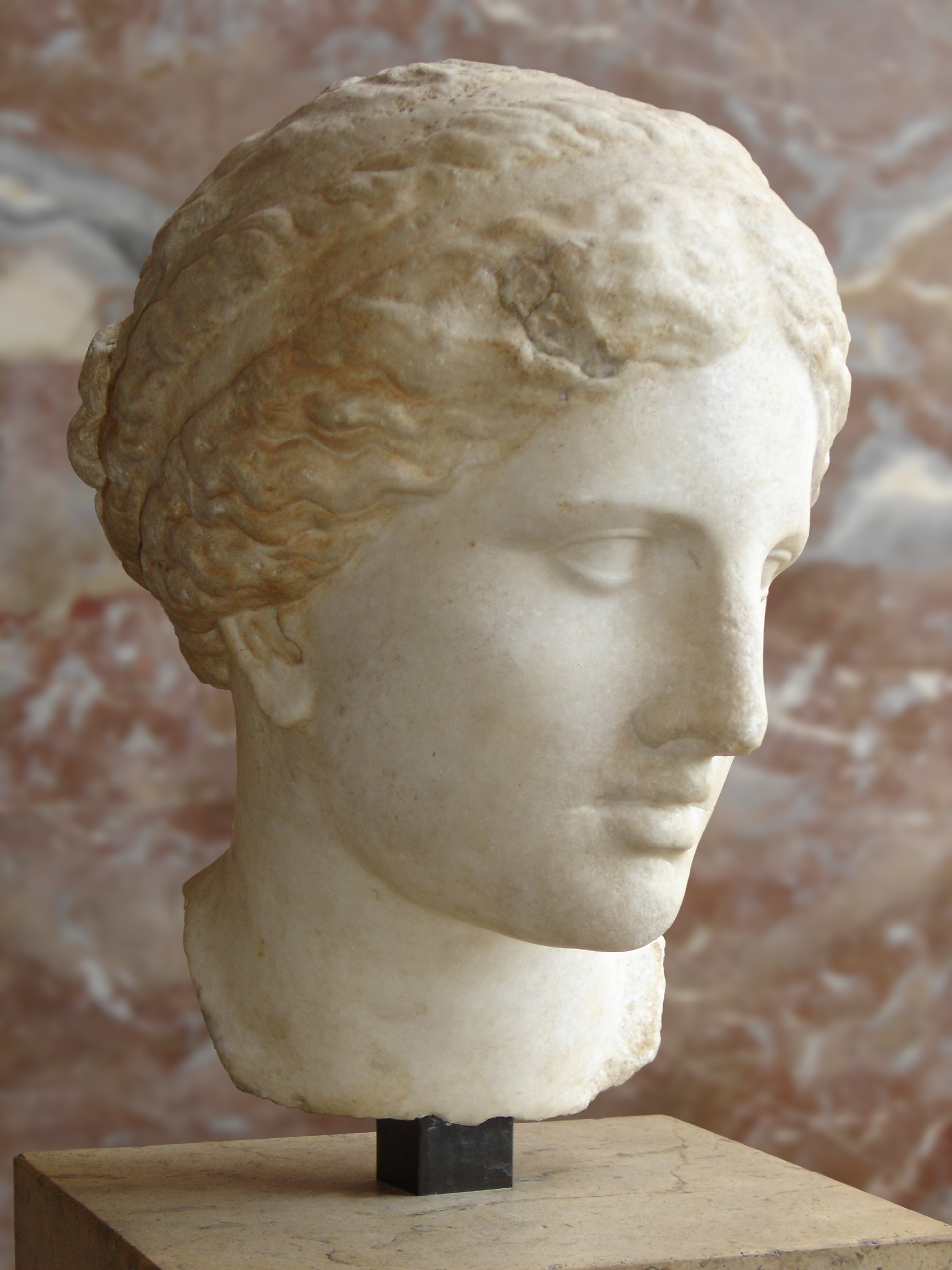
La cabeza Kaufmann en el Museo del Louvre.

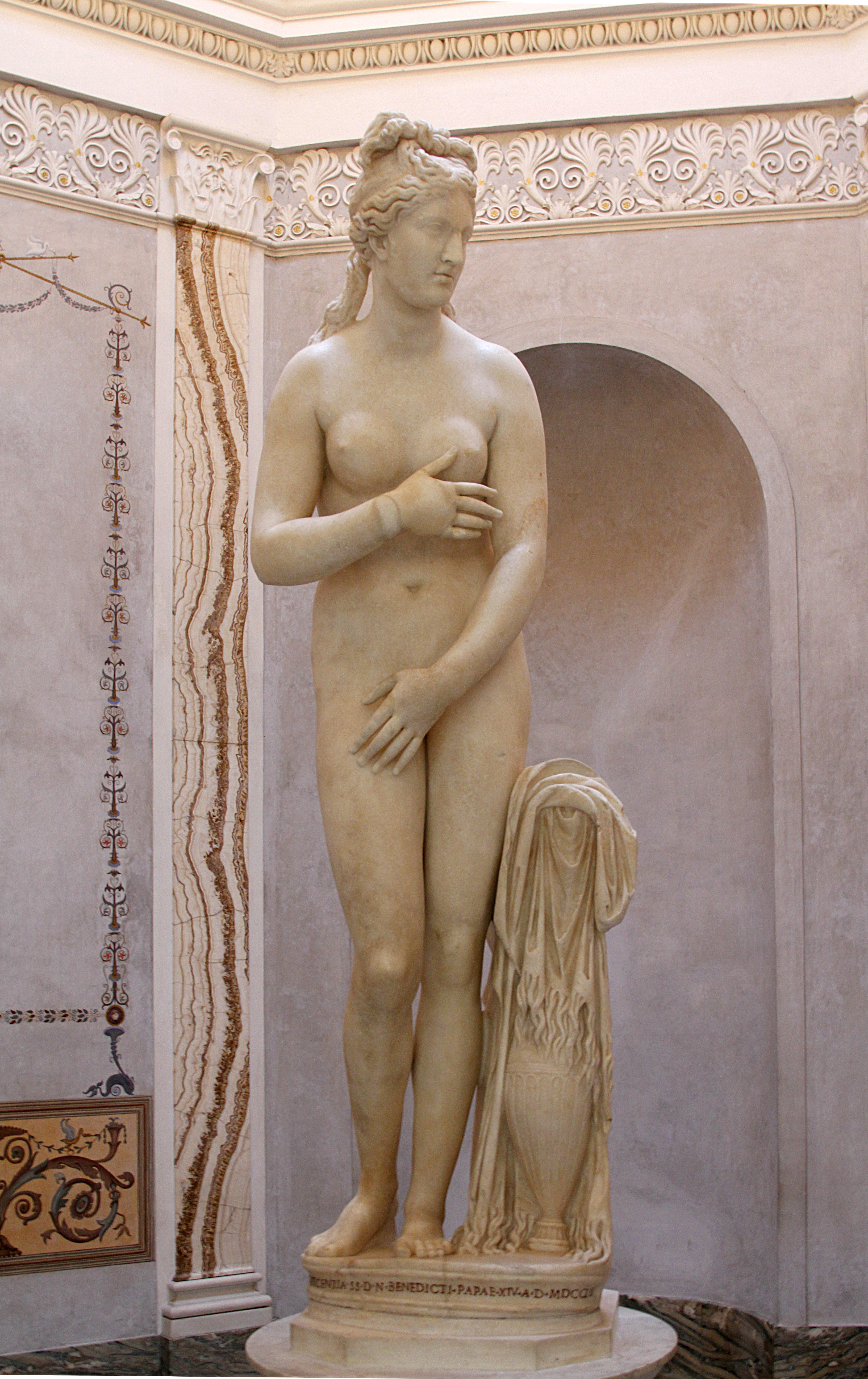
Venus Capitolina, Museos Capitolinos, Roma.

- Afrodita de Cnido llamada la Venus Colonna, una copia romana localizada en el Museo Pio-Clementino que forma parte de la colección de los Museos Vaticanos en la Ciudad del Vaticano. Está considerada como una de las mejores copias romanas.[33]
- Venus de Belvedere, obra encontrada y regalada al papa Paulo III, y posteriormente moldeada en bronce a demanda del rey Francisco I de Francia. Actualmente se halla en el Museo Pio-Clementino, Vaticano (Inv. 4260).[36]
- Afrodita Braschi, otra de las mejores copias de esta escultura, ubicada en la Gliptoteca de Múnich.
- Afrodita de Cnido (Ludovisi), Museo del Palacio Altemps, Roma. El torso y muslos son una copia romana, mientras que la cabeza, brazos, piernas y el drapeado fueron restaurados posteriormente.
- Cabeza Kaufmann ca. 150 a. C. (núm. 3518). Hallada en Trales, adquirida a la colección C. M. Kaufmann de Berlín y conservada en el Museo del Louvre (París), se considera una reproducción romana muy fiel de la cabeza de la escultura original.[37][38][39]
- Cabeza de Afrodita de Cnido, (núm. 421) copia romana del siglo II a. C., Museo del Louvre.[40]
- Cabeza de Afrodita (núm. 561) copia romana, siglo III a. C., Museo del Louvre.[41]
- Afrodita de Cnido o Venus púdica, copia del siglo II a. C., Museo del Prado.[42]
- Cabeza de Afrodita de Cnido, Museo Arqueológico de Olimpia.
- Cabeza de Afrodita de Cnido, Museo Arqueológico Nacional de Atenas.
- Cabeza de Afrodita de Cnido, copia romana en el Museo del Prado, Madrid.[43]
- En Villa Adriana, cerca de Tívoli (Italia), hay una recreación del siglo II del templo de Cnido con fragmentos de una réplica de la Afrodita en el centro.[44]

Además de la existencia de varias y valiosas copias de la escultura original también se conservan muchas variaciones de la misma:
- Venus Borghese, copia romana del siglo II. Pertenecía originalmente a la colección Borghese y actualmente se encuentra en el Museo del Louvre tras su adquisición por parte de Napoleón.
- Venus Capitolina, ubicada en los Museos Capitolinos, Roma.
- Venus de Arlés, actualmente en el Museo del Louvre, París.[45]
- Venus de Médici, Galería Uffizi, Florencia.
- Venus Barberini, copia similar a la Venus de Médici con añadidos del siglo XVIII, inicialmente perteneciente a la familia Barberini.
- Venus Esquilina, Museos Capitolinos, Roma.
- Venus del tipo Venus Esquilina, Museo del Louvre.[46]
- Afrodita agachada, entre las que destacan dos copias, una en el Louvre[47] y otra en el Museo Británico de Londres.[48]
- Venus Calipigia o de las bellas nalgas, Museo Arqueológico Nacional de Nápoles.
- Venus Victrix o Venus victoriosa, Galería Uffizi, Florencia.
- Venus Urania, Galería Uffizi, Florencia.[49]
- Venus Townley, copia romana descubierta por Gavin Hamilton en Ostia (Italia) en 1775 y adquirida por el anticuario Charles Townley para su colección. Fue realizada en mármol de Paros a tamaño reducido. El escultor inglés Joseph Nollekens restauró los brazos a finales del siglo XVIII. Actualmente se halla en el Museo Británico.
- Venus Mazarino, denominada así por haber pertenecido al cardenal Mazarino y que actualmente se conserva en el Museo J. Paul Getty.[50]
- Venus Felix o Venus Feliz, Museos Vaticanos, otra posible variación del tipo.[51]
- Afrodita, Pan y Eros, conjunto escultórico con las figuras añadidas de Pan y Cupido, Museo Arqueológico Nacional de Atenas.

La obra maestra de Praxíteles inspiró posteriormente a muchos otros escultores, entre ellos al autor de la Venus de Milo.